# Angels & Demons
Angels & Demons (Nederlands: Het Bernini Mysterie) is een film van Sony Pictures Entertainment, die op 7 mei 2009 in Tokio in première ging. Zes dagen later ging de productie ook in onder meer België en Nederland draaien. De film is gebaseerd op het Het Bernini Mysterie, een thriller geschreven door Dan Brown.

## Productie
In mei 2006 maakte Sony bekend een film te maken van Angels & Demons, na het succes van de eerder uitgekomen The Da Vinci Code, eveneens gebaseerd op de gelijknamige thriller van Dan Brown. Het was toen echter nog niet bekend of regisseur Ron Howard en hoofdrolspeler Tom Hanks van The Da Vinci Code ook aan deze film zouden meewerken, na slechte kritieken aan hun adres. De makers van de film wilden opschieten aangezien het afsluitende deel van de trilogie The Lost Symbol zijn intrede al wilde maken in 2008. Op 19 november 2007 werd echter duidelijk dat de première, als gevolg van stakende scenarioschrijvers in Hollywood, verschoof naar 15 mei 2009.
Op 11 april 2007 werd bekendgemaakt dat Tom Hanks ook in deze film in de huid van Robert Langdon zou kruipen.
Het filmen begon op 4 juni 2008 in Rome. Het Vaticaan gaf geen toestemming voor het gebruik van de originele locaties. De meeste interieurs zijn elders opgenomen of gereconstrueerd. Hoewel de Santa Maria della Vittoria in Rome als locatie wel is gebruikt in de film.

## Verhaal
Na de dood van paus Pius XVI wordt zijn zegelring vernietigd en rouwt de Rooms-Katholieke Kerk in afwachting van een waardige opvolger.
Intussen worden bij CERN oftewel Conseil Européen pour la Recherche Nucléaire (Europese Raad voor Kernonderzoek) de voorbereidingen getroffen door de wetenschappers Dr. Vittoria Vetra en pater Silvano Bentivoglio om de LHC of de Large Hadron Collider op te starten. Bij deze eerste test worden geladen deeltjes versneld bijna tot lichtsnelheid door middel van het synchrotron en tot botsing gebracht waarbij de opgewekte antimaterie opgevangen wordt in drie capsules. Maar onmiddellijk daarna wordt broeder Silvano gedood door een indringer die een van zijn ogen uitsnijdt om de bewaakte ruimte binnen te komen en een van de capsules te ontvreemden.
Robert Langdon wordt benaderd door een advocaat van het Vaticaan. Er zijn vier kardinalen ontvoerd en men heeft aanwijzingen gevonden in de vorm van een ambigram dat een eeuwenoude organisatie, de Illuminati, er mogelijk iets mee heeft te maken. Dit mythische geheime genootschap van wetenschappers die zichzelf ‘de verlichten’ noemden, werd verboden en vervolgd door de inquisitie in 1527 vanwege ketterij en zou zich tegen de Kerk gekeerd hebben. Vele historische wetenschappers zoals Galileo Galilei worden verondersteld lid te zijn geweest van deze orde, maar ze zou al lange tijd niet meer bestaan. 

Langdon staat bekend als een expert in iconologie en symbolische wetenschappen en is een professor aan de Harvard-universiteit. Langdon heeft al verschillende verzoeken gedaan bij het Vaticaan om inzage in de collectie van historische documenten. Men is dus bekend met zijn werk en zijn kritische houding ten opzichte van de Kerk. Al zijn petities werden geweigerd vanwege zijn sceptische houding en stellingen in eerdere publicaties. Nu heeft men hem echter nodig omdat hij waarschijnlijk de enige is die het Illuminati-mysterie kan ontrafelen.

Hij wordt overgebracht naar Rome om te onderzoeken wat de cryptische boodschap betekent die men heeft achtergelaten. 

Men komt erachter dat de dood gewaande mysterieuze sekte de bij CERN gestolen capsule als een bom ergens in Vaticaanstad heeft verborgen. Deze capsule met antimaterie, die daarin zwevend wordt gehouden door een elektromagnetisch veld, is een tijdbom. Als namelijk de batterij op zou raken zou de antimaterie in contact komen met materie zoals bijvoorbeeld de wand, en zo explosief annihileren met een kracht van 5 kiloton TNT.
De vier kardinalen die gegijzeld zijn, blijken de kardinalen te zijn waarvan men verwacht dat ze de grootste kans hebben om tot paus verkozen te worden, de zogenaamde preferiti of favorieten (papabili). De Illuminati dreigen om ieder uur een van de vier preferiti te vermoorden met behulp van een van de vier elementen, te beginnen vanaf 20:00 uur, en dan het Vaticaan te vernietigen in een uitbarsting van licht bij middernacht. Een gestolen veiligheidscamera toont de glazen capsule met antimaterie, die catastrofaal zal exploderen als de batterij leeg is. 

Langdon vermoedt dat de Illuminati de kardinalen willen vermoorden als wraak op ‘La Purga’. 

La Purga (wat ook uitdrijving of zuivering betekent) zou een veronderstelde gebeurtenis zijn uit 1668 als de Rooms Katholieke Inquisitie vier Illuminati wetenschappers opgepakt zou hebben. Ze werden gebrandmerkt met een kruissymbool op de borst en publiekelijk geëxecuteerd. De lichamen werden op straat gegooid als waarschuwing aan anderen.
In Vaticaanstad maakt men zich ondertussen op voor het pauselijk conclaaf waarin de opvolger van de paus zal worden gekozen door het College van Kardinalen. 

De kardinalen die zich daarvoor in de Sixtijnse Kapel zullen terugtrekken, bereiden zich voor. Tijdens deze periode die Sedisvacatie wordt genoemd (Latijn voor lege stoel) leidt het college gezamenlijk de Katholieke Kerk, maar tijdens het conclaaf, als men zich afsluit van de buitenwereld, heeft het college weinig macht en worden de beslissingen genomen door de camerlengo in de persoon van frater Patrick McKenna.
Die avond, 15 dagen na de dood van de paus, begint de eerste dag van het conclaaf en de camerlengo begeleidt de kardinalen naar de Sixtijnse Kapel en verzegelt de deuren. Na gebed en discussie zal men beginnen met het stemmen. Men zal pas naar buiten komen als men een beslissing heeft bereikt. Dit blijkt echter een zeer moeilijke taak nu de vier preferiti ontbreken. 

Een menigte wacht buiten op het Sint-Pietersplein op de witte rook, het teken dat men de nieuwe paus heeft gekozen.

### De boodschap

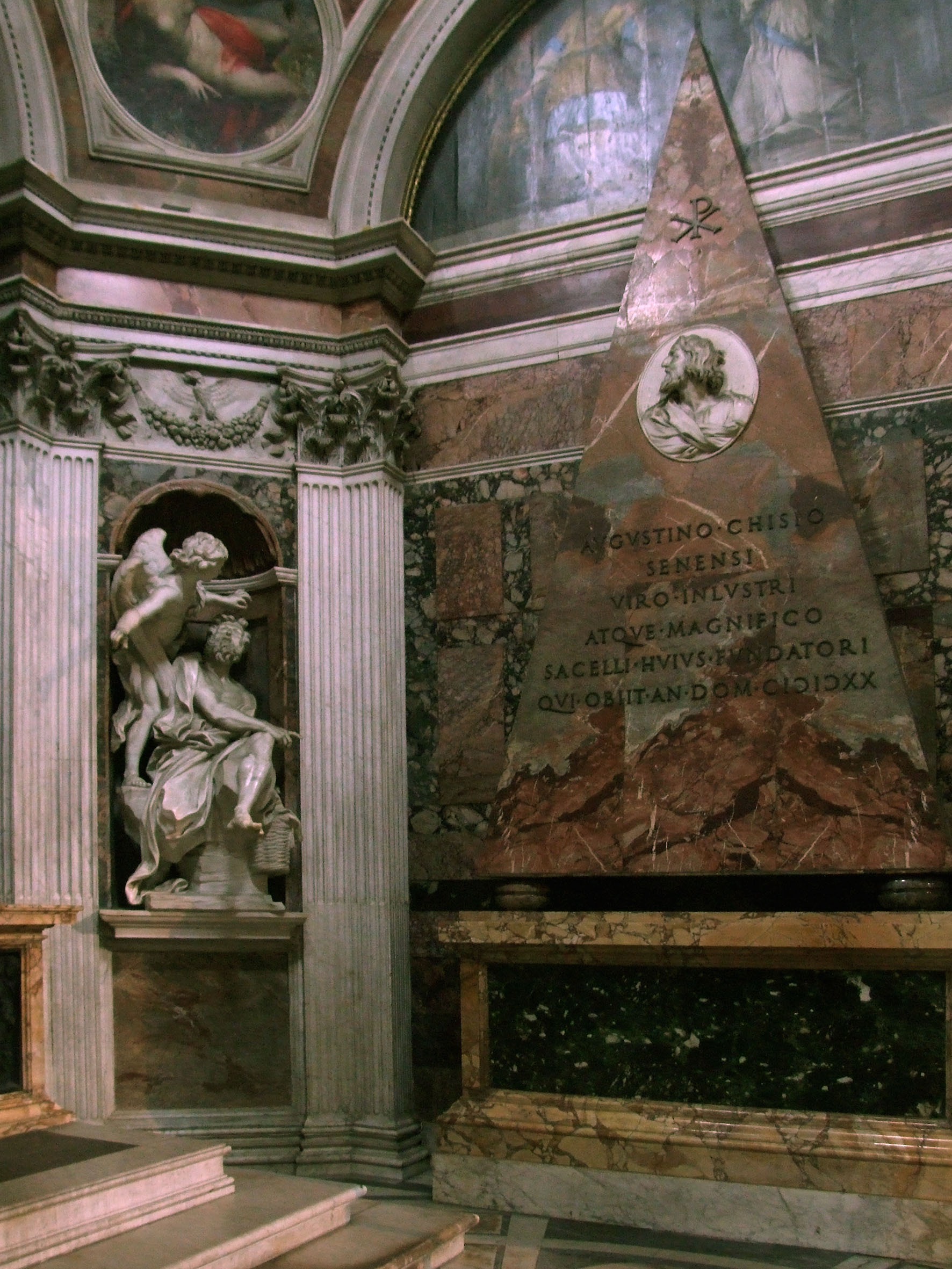
Aarde: Habakuk en de engel in de Chigi Kapel

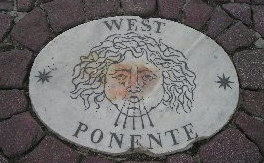
Lucht: West Ponente

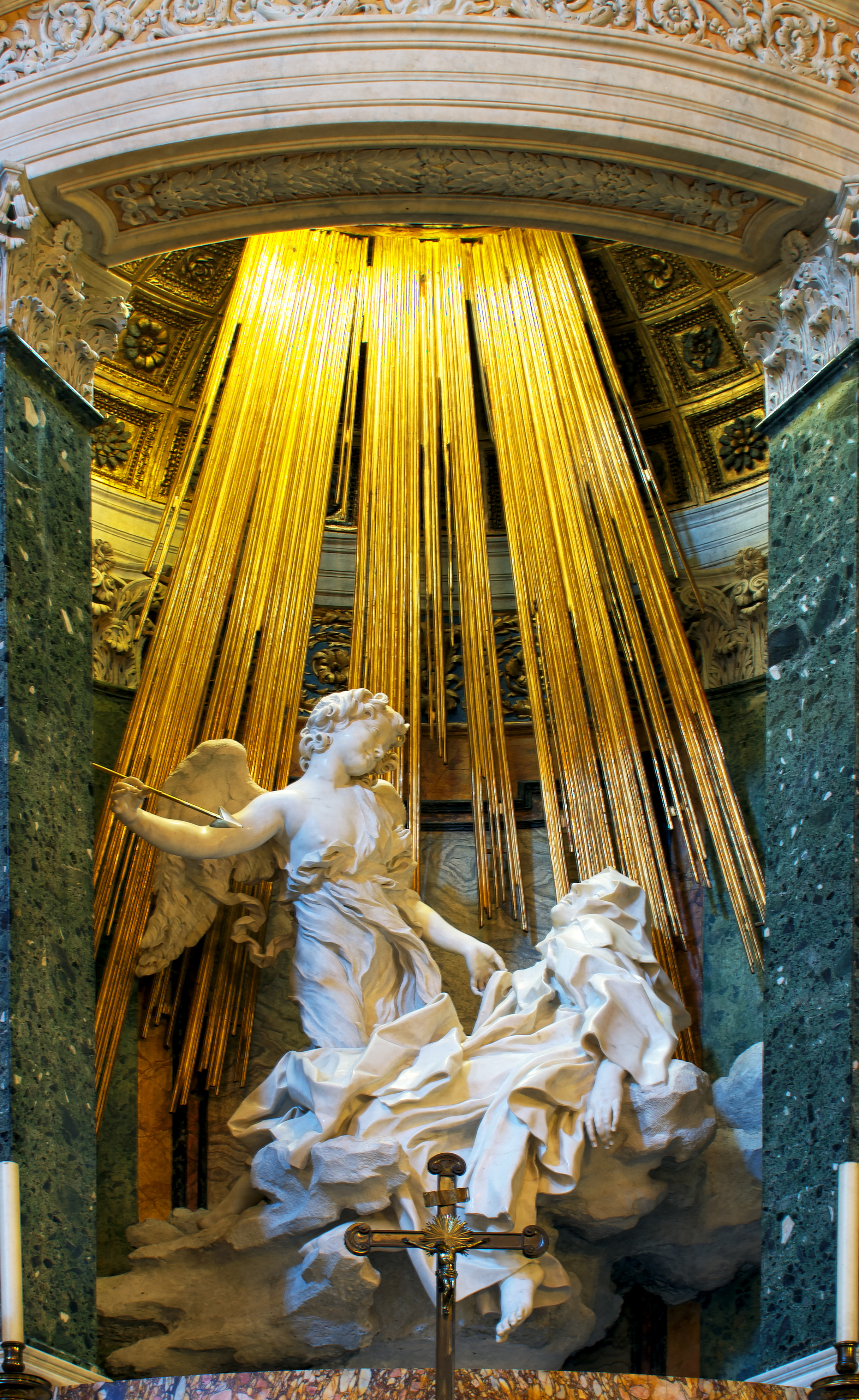
Vuur: De Extase van Theresia

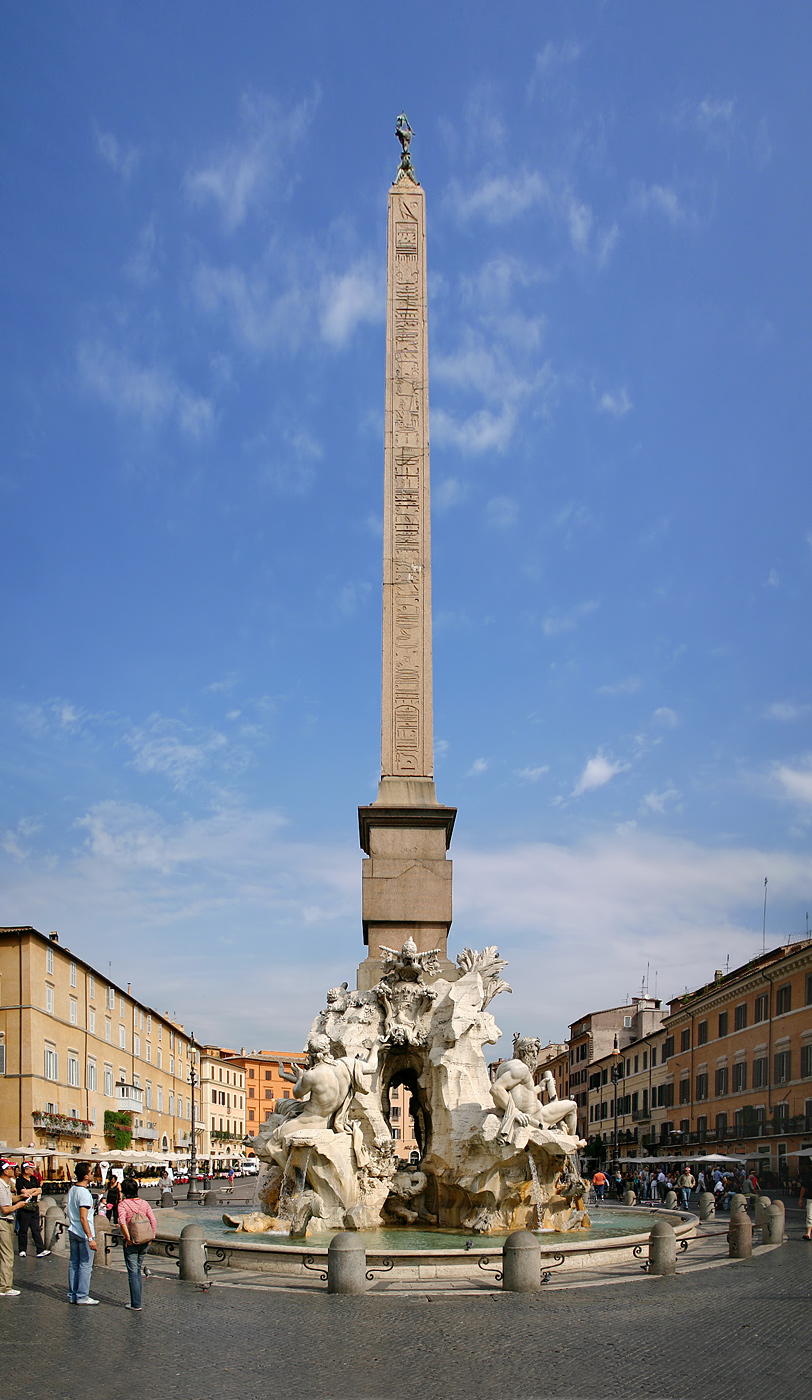
Water: La Fontana dei Quattro Fiumi

De boodschap van de Illuminati luidt als volgt:

We zullen uw vier pilaren verwoesten.

We zullen uw ‘preferiti’ merken en hen offeren op de altaren van wetenschap.

We zullen jullie Kerk op jullie storten. Vaticaanstad zal verteerd worden door licht.

Een stralende ster aan het einde van het ‘Pad der Illuminati’.

Met "Pad der Illuminatie (pad van verlichting)" worden vier markeringen bedoeld die verborgen aanwijzingen in de vorm van kunstwerken in Rome voorstellen. Deze markeringen stellen de vier elementen voor, oftewel de ‘vier altaren van wetenschap’: aarde, lucht, vuur en water.
- Aarde: Habakuk en de engel in de Chigi-kapel van de Santa Maria del Popolokerk.
- Lucht: De West Ponente op het Sint-Pietersplein.
- Vuur: De Extase van Theresia in de kerk van Santa Maria della Vittoria.
- Water: La Fontana dei Quattro Fiumi op het Piazza Navona.

De kunstwerken van Gian Lorenzo Bernini in Rome vormen de leidraad in de speurtocht naar de bom; de Capella Chigi, de Engelenburcht, het Pantheon, de Piazza Navona, het Sint-Pietersplein en de Santa Maria della Vittoria.

### De zoektocht
Langdon interpreteert de boodschap en komt tot de conclusie dat indien hij het pad der verlichting kan vinden en volgen, ze mogelijk de moorden op de kardinalen kunnen voorkomen en wellicht de geheime vergaderruimte van de Illuminati kunnen vinden. Alleen zo zijn ze in staat om de verborgen bom te lokaliseren. Maar niemand weet waar de altaren van verlichting gelokaliseerd zijn. 

De camerlengo heeft ook een briljant idee om de stroom in Vaticaanstad telkens in een gedeelte af te sluiten, zodat wanneer de verlichting bij de bom op de bewakingscamera uitgaat men weet in welk gedeelte men moet gaan zoeken.
Op verzoek van Vittoria Vetra laat Commandant Richter van de Zwitserse Garde ook de aantekeningen van Pater Silvano uit Genève ophalen om te achterhalen met wie hij gesproken heeft over het antimaterie-experiment. 

Langdon vraagt permissie om in het Vaticaans Geheim Archief te zoeken naar het originele kopie van Galileo's "Diagramma Veritas" (Dialogo sopra i due massimi sistemi del mondo) waarin de locatie van de vier altaren beschreven staan. Op basis van verwijzingen uit dit boek kunnen ze op zoek gaan. 

Samen met de collega van de vermoorde CERN wetenschapper, Vittoria Vetra, volgt Langdon een eeuwenoud spoor dwars door Rome om de daders te pakken.
Ze worden hierbij ondersteund door de Ernesto Olivetti van de Zwitserse Garde en de luitenant Valenti van de Gendarmerie van Vaticaanstad.
Ze vinden de eerste kerk, de Chigi-kapel, maar kardinaal Ebner is al dood, gestikt door zandgrond en gebrandmerkt met het woord ‘Aarde’. Ze weten de tweede locatie te achterhalen op het St. Pietersplein maar daar aangekomen zien ze kardinaal Lamassé sterven doordat z’n longen doorgestoken zijn en zijn borst gebrandmerkt met het woord ‘Lucht’. 

Terwijl Vetra het dagboek van Silvano bestudeert, vinden Langdon en de Vaticaanse Gendarmes de derde locatie in de basiliek Santa Maria della Vittoria en proberen de derde kardinaal, kardinaal Guidera te redden van verbranding. De moordenaar verschijnt echter en doodt iedereen behalve Langdon. De kardinaal bezwijkt in de vlammen en zijn lichaam is gebrandmerkt met het woord ‘Vuur’. 

Intussen gaan de camerlengo en Vittoria samen met een paar Zwitserse Gardisten het graf van de overleden paus openen. Ze ontdekken dat de paus is vermoord door vergiftiging waardoor zijn tong achteraf zwart gekleurd is.
Camerlengo onderbreekt daarop het conclaaf en vraagt aan het college om het verhaal naar buiten te brengen en het Vaticaan te laten evacueren.
Langdon vervolgt zijn zoektocht en vindt twee Carabinieriagenten bereid om naar de Vierstromenfontein op de Piazza Navona te gaan om de vierde moord te verhinderen. De moordenaar schiet echter beiden dood en gooit de vierde kardinaal in de fontein. Langdon weet met hulp van anderen kardinaal Baggia te redden van de verdrinkingsdood. Hij draagt het brandmerk met het woord ‘Water’. De kardinaal kan nog aan Langdon vertellen dat hij gevangen zat in Castel Sant' Angelo. Als Langdon en Vetra daar arriveren, komen ze oog in oog te staan met de moordenaar die hun leven spaart omdat ze niet gewapend zijn en omdat hij niet wordt betaald om hen het leven te ontnemen. Hij openbaart dat zijn contractanten van de Katholieke Kerk zijn. De moordenaar ontsnapt en vindt in een auto zijn betaling, maar hij sterft door een autobom als hij de motor start. 

Langdon en Vetra ontdekken dat er een vijfde brandijzer moet zijn met het pauselijke wapen. Ze vermoeden dat dit bestemd is voor het laatste slachtoffer in het complot: Camerlengo McKenna. Ze weten via de Passetto di Borgo die de Engelenburcht verbindt met het Apostolisch paleis het kantoor van de camerlengo te bereiken en laten de deur forceren door de Zwitserse Garde. Daar zien ze McKenna op de vloer met het brandmerk op de borst en Commandant Richter naast hem met een vuurwapen in de hand. De gardisten doden Richter meteen om de camerlengo te redden. In de verwarring die daarna ontstaat weet Richter zijn kantoorsleutel aan Langdon te geven.
Vervolgens ontdekken McKenna, Langdon, Vetra en de Zwitserse Gardisten de locatie van de gestolen antimateriecapsule, namelijk bij het graf van Petrus in de crypte van Sint-Pietersbasiliek.

Tegen de tijd dat ze het gevonden hebben is de batterij zo goed als leeg en kan de explosie elk moment plaatsvinden. De camerlengo grijpt de capsule en gebruikt de voor ontsnapping gereedstaande helikopter en stijgt op. Hij activeert de automatische piloot en ontsnapt met een parachute. Na enkele seconden ontploft de bom hoog in de lucht boven Vaticaanstad met een gigantische explosie en de camerlengo landt. Hij wordt meteen beschouwd als een held door de menigte en zelfs als de beste kandidaat om als nieuwe paus te worden gekozen door het college van kardinalen. 

Ondertussen zijn Langdon en Vetra naar het kantoor van commandant Richter gegaan en ontdekken op een computer de beelden van een beveiligingscamera waarin het werkelijke meesterbrein achter het complot zichzelf ontmaskert.
Op datzelfde moment komt McKenna uit de ziekenboeg en wordt hem gevraagd naar de zaal waar het conclaaf plaatsvindt te komen. Als bekend wordt dat hij het meesterbrein is, worden er een aantal blokkades opgezet zodat McKenna gearresteerd kan worden. Voordat dat kan gebeuren, laat hij zichzelf echter levend verbranden, toen hij doorkreeg dat hij nergens heen kon. De enige kardinaal preferitus die de moordaanslagen overleefde, wordt tot paus gekozen. Langdon krijgt als dank voor het redden van de kerk het Diagramma Veritas om zijn wetenschappelijk onderzoek te kunnen voortzetten.

## Rolverdeling
- Tom Hanks - professor Robert Langdon
- Ayelet Zurer - Vittoria Vetra
- Ewan McGregor - camerlengo Patrick McKenna (Carlo Ventresca in het boek)
- Stellan Skarsgård - commandant Richter
- Pierfrancesco Favino - inspecteur Olivetti
- Nikolaj Lie Kaas - Mr. Gray / the Assassin
- Armin Mueller-Stahl - kardinaal Strauss
- Thure Lindhardt - Luitenant Chartrand

## Muziek
De originele soundtrack Angels & Demons werd gecomponeerd door Hans Zimmer en bevat de volgende nummers:
1. 160 BPM (6:42)
2. God Particle (5:20)
3. Air (9:08)
4. Fire (6:01)
5. Black Smoke (5:05)
6. Science And Religion (12:27)
7. Immolation (3:38)
8. Election By Adoration (2:12)
9. 503 (2:14)

Zimmer heeft in het nummer 503 de bekende melodie van The Da Vinci Code (Chevaliers De Sangreal) verwerkt.